# Małe Otargańce

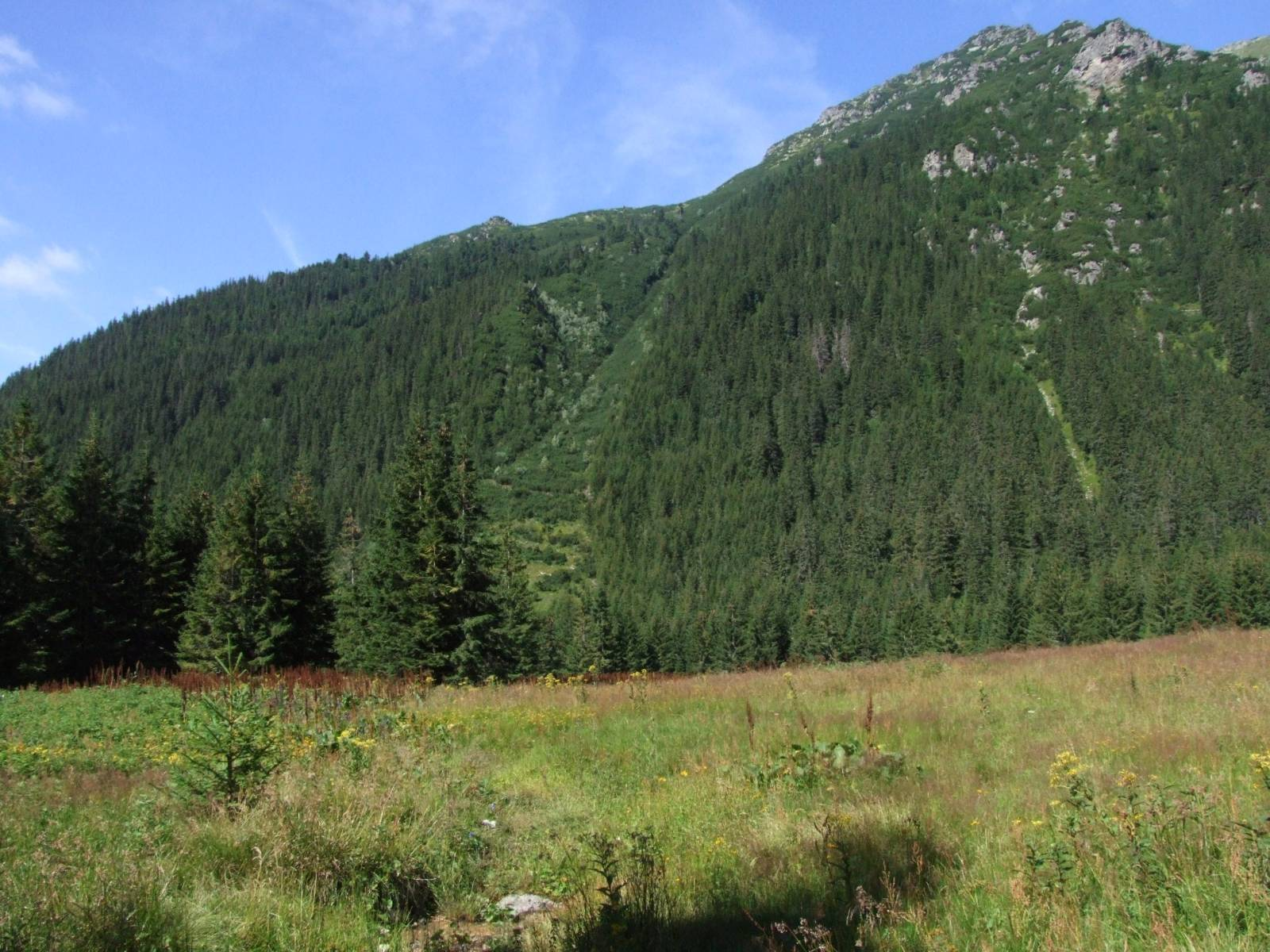
Małe Otargańce od strony Doliny Raczkowej (z polany Ostrzyca)

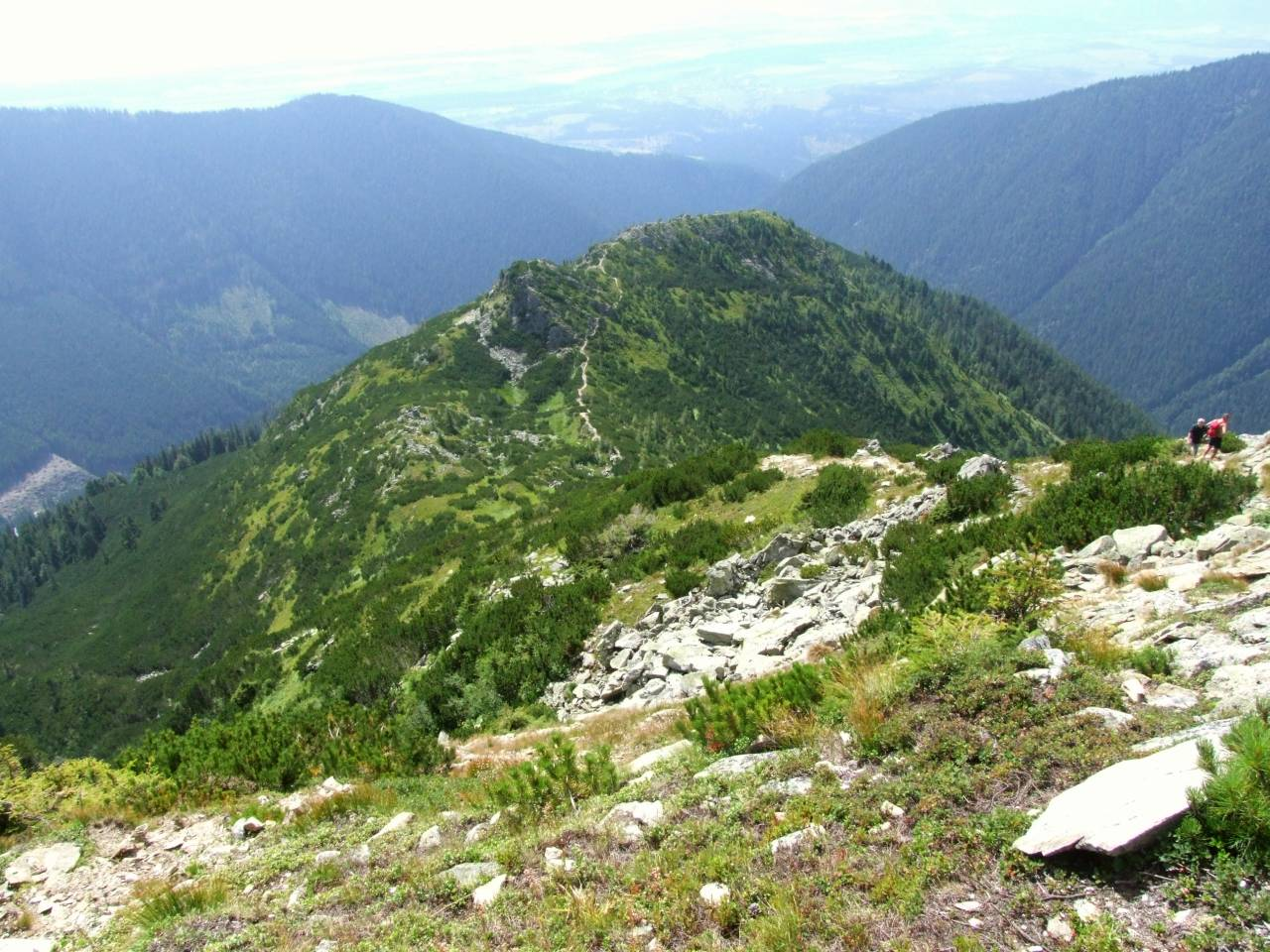
Małe Otargańce, widok ze szlaku

Małe Otargańce (słow. Malé Otrhance) – południowa część grani Otargańców w słowackich Tatrach Zachodnich. Obejmuje dwa szczyty Ostredoka o wysokości 1674 (południowy) i 1714 m n.p.m. (północny) oraz skalistą, postrzępioną grań pomiędzy nimi. Zbocza wschodnie Małych Otargańców opadają do Doliny Raczkowej, zbocza zachodnie do Doliny Jamnickiej. Garby szczytowe i grań Małych Otargańców są skaliste i nagie, zbocza w partiach podszczytowych porośnięte kosodrzewiną. Powyżej górnego szczytu znajduje się w grani rów grzbietowy o długości ok. 100 m.
Małe Otargańce zbudowane są z granodiorytów, tych samych, które budują Rohacze. Szlak turystyczny prowadzący granią Małych Otargańców nie nastręcza trudności technicznych, przejście całej trasy jest jednak męczące ze względu na dużą liczbę podejść (suma wzniesień 1800 m). Z całej grani Otargańców szczególnie dobre widoki na Barańce, Smrek, Rohacze i grań Bystrej.

## Szlaki turystyczne
– niebieski szlak z autokempingu „Raczkowa” dnem Doliny Wąskiej na Niżnią Łąkę, potem zielony biegnący granią Otargańców.
- Czas przejścia z autokempingu na Niżnią Łąkę: 30 min w obie strony
- Czas przejścia z Niżniej Łąki na Jarząbczy Wierch: 4:10 h, ↓ 3:15 h.